# باقر الدجيلي
باقر مجيد عيسى حسن عبد الله الدجيلي (1917 - 2006) هو رجل قانون وعمل بالإدارة العامة والمحاماة وعين وزيراً للبلديات عام 1961 إثناء فترة رئيس الوزراء الزعيم عبد الكريم قاسم وقد عمل مشاريع مهمة في المدة التي قضاها، واهتم بالأدب والتراث.

## ولادته ونشاته
ولد باقر الدجيلي في النجف سنة 1917 في أسرة علمية معروفة اشتهر منها أشقاؤه عبد الكريم الدجيلي الباحث في الشعر والأدب، وحسن الدجيلي الوزير والتربوي المعروف وعبد الحميد الدجيلي الأديب والشاعر والمحقق والتربوي وليس بعيدا عن الباحث المحقق الذي كتب في مجلة لغة العرب للأب انستانس ماري الكرملي، وكذلك الأستاذ كاظم الدجيلي الذي أرخ للكثير من القضايا التراثية والتاريخية وحتى السياسية كما أشار الباحث ضياء كاظم زبالة في بحثه غير المنشور في جامعة القادسية عن إعلام أل الدجيلي.
أكمل باقر الدجيلي الدراسة الإعدادية في النجف الاشرف وتخرج في كلية الحقوق جامعة بغداد سنة 1940.

## عمله
عند تخرّجه في العام 1940، كان قد نشر الكثير من المقالات والقصائد في صحف العاصمة بغداد مثل الأهالي والزمان والأخبار والاستقلال وغيرها، وفي النجف وقد عين الدجيلي في السلك الإداري مديراً للناحية وقائممقامية في عدد من المدن العراقية ثم عين متصرفاً للواءي الحلة والسليمانية قبل أن يستوزر، بعد ذلك عاد إلى العمل في المحاماة، حتى تقاعد عن العمل منصرفاً إلى القراءة والتدوين دون أن يستطيع نشر مخطوطته عن «سياسة الأراضي في العراق»، وهو بحث مهم عن أبرز سمات ما حدث بعد الدولة العثمانية من تصرف في الأراضي الأميرية وغيرها من الأراضي حيث له باع طويل في شؤون الإدارة، كما عمل طويلاً لحفظ إرث العراق، حيث مكنته درايته الإدارية واللغوية من الإطلاع على تاريخ العراق وتراثه.

## وفاته
توفي في الحادي عشر من أيار عام 2006 وهو في التاسعة والثمانين من العمر.